# Ján Gavač
Ján Gavač (16. října 1918 – 16. prosince 2011) byl slovenský a československý politik Komunistické strany Slovenska a poúnorový poslanec Národního shromáždění ČSR.

## Biografie
Ve volbách roku 1954 byl zvolen do Národního shromáždění za KSS ve volebním obvodu Nové Mesto nad Váhom. V parlamentu zasedal do konce jeho funkčního období, tedy do voleb v roce 1960.
K roku 1954 se profesně uvádí jako dělník v národním podniku Palma v Novém Mestě nad Váhom. Ještě v říjnu 2011 oslavil v Novém Mestě své 93. narozeniny.. Zemřel v prosinci téhož roku.